# Shelley Sutherland
Michelle "Shelley" Sutherland (apellido de soltera: Webb) es un personaje ficticio de la serie de televisión australiana Home and Away, interpretada por la actriz Paula Forrest del 19 de junio de 2000 hasta el 2002, posteriormente regresó a la serie como personaje recurrente en el 2003, el 2004 y más tarde en el 2009 haciendo su última aparición el 28 de octubre del mismo año. 

## Antecedentes
Shelley es la compasiva esposa de Rhys y madre de Dani, Jade y Kirsty Sutherland, y fue madre adoptiva de Brodie Hanson. Es muy buena amiga de Gypsy Nash.

## Biografía
Shelley era una trabajadora social que accedió a mantener en marcha el Drop-In Centre a su llegada a la bahía. Siempre está dispuesta a ofrecer ayuda a niños que se encontraran desamparados y abandonados.
Cuando descubrió que su esposo había tenido un breve amorío con Angie Russell lo tomó muy mal, dejó a su familia y se mudó a la ciudad. Más tarde conoció a David y decidió casarse con él, sin embargo la relación no duró y terminaron cuando Shelley decidió donar un riñón para salvar a su hija Kirsty. 
Poco después cuando regresó descubrió que la que creían que era su hija, Jade resultó no serlo. Ambos se enteraron de que su verdadera hija era Laura DeGroot y que ambos fueron cambiadas al nacer. Rhys y Shelley comenzaron a acercase mucho más debido a la situación y se reconciliaron, cuando la esposa de Rhys, Beth Hunter se enteró de su aventura, Rhys la abandonó y se fue de Summer Bay con él.
Shelley regresó de nuevo a la bahía para el funeral de Noah Lawson y gracias a su vuida, Hayley Smith, Shelley logró reconciliarse con sus hijas, quienes habían tomado el lado de Beth.
En el 2009 regresó otra vez, ahora para apoyar a su hija Kirsty, quien había perdido al bebé que esperaba con Miles Copeland, poco después Shelley y Kirsty se fueron de Bay.